# Estádio Vivaldo Lima
Estádio Vivaldo Lima – nieistniejący już wielofunkcyjny stadion w Manaus, używany głównie przez piłkarzy nożnych.
Pierwszą bramkę zdobył Dadá Maravilha, zawodnik reprezentacji Brazylii B w meczu inauguracyjnym.
W związku z mistrzostwami świata w 2014 obiekt został zburzony i zastąpiony przez Arena da Amazônia.